# Carl Fredrik Fallén
Carl Fredrik Fallén (Kristinehamn, 22 settembre 1764 – Lund, 26 agosto 1830) è stato un botanico, entomologo e compositore svedese.

## Biografia
Dopo il primo percorso scolastico, Fallén approfondì gli studi a Uppsala nel 1783 e a Lund nel 1786, qui rimanendo nell'ultimo periodo di studi e professionale. Dopo aver ottenuto un filosofie magister all'Università di Lund nel 1790, ricoprì un incarico di docente di botanica ed economia nel 1792. Nel 1799 fu nominato dimostratore di botanica, nel 1810 ricevette il titolo di professore e poco dopo uno stipendio da professore. Nel 1812 fu promosso (dopo il suo maestro, Anders Jahan Retzius) a professore di storia naturale. Fu il primo di una serie di importanti entomologi a Lund e gli si può attribuire il merito di avervi fondato le collezioni entomologiche. Dal 1810 fu membro dell'Accademia reale svedese delle scienze, che nel 1855 fece coniare in suo onore una medaglia commemorativa.
Nel 1817 scoprì la specie Muscina stabulans.
Ha pubblicato 81 lavori scientifici, la maggior parte trattati di entomologia, pubblicando inoltre diversi articoli nel Handlingar dell'Accademia delle Scienze. Fu membro di Utile Dulci.

## Opere
(lista incompleta)
- Monographia cimicum Sveciae. Hafniae [= Copenhagen]. 124 p. (1807)
- Specimen entomologicum novam Diptera disponendi methodum exhibens. Berlingianus, Lundae [= Lund]. 26 p. (1810)
- Försök att bestämma de i Sverige funne Flugarter, som kunna föras till Slägtet Tachina. K. Sven. Vetenskapsakad. Handl. (2) 31: 253–87. (1810)
- Specimen Novam Hymenoptera Disponendi Methodum Exhibens. Dissertation. Berling, Lund. pp. 1–41. 1 pl.(1813).
- Beskrifning öfver några i Sverige funna Vattenflugor (Hydromyzides). K. Sven. Vetenskapsakad. Handl. (3) 1: 240–57. (1813)
- 1814. Specimen novam Hemiptera disponendi methodum.  Publicae disquistioni subjicit Magnus Rodhe Lundae. Litteris Berlingianus: 1–26. (1814)
- Beskrifning öfver några Rot-fluge Arter, hörande till slägterna Thereva och Ocyptera. K. Sven. Vetenskapsakad. Handl. (3) 3: 229–40. (1815)
- Syrphici Sveciae [part]. Berling, Lundae [= Lund]. P. 23-62 (1817)
- Scenopinii et Conopsariae Sveciae. Berling, Lundae [= Lund]. 14 p. (1817)
- Beskrifning öfver de i Sverige funna Fluge Arter, som kunna föras till Slägtet Musca. Första Afdelningen. K. Sven. Vetenskapsakad. Handl. (3) 4: 226–54.(1817)
- Heteromyzides Sveciae. Berling, Lundae [= Lund]. 10 p. (1820)
- Opomyzides Sveciae. Berling, Lundae [= Lund]. 12 p. (1820)
- Ortalides Sveciae. Part. III: a et ultima. Berling, Lundae [= Lund]. P. 25–34. (1820)
- Sciomyzides Sveciae. Berling, Lundae [= Lund]. 16 p. (1820)
- Monographia Muscidum Sveciae. Part. V. Berling, Lundae [= Lund]. P. 49–56. (1823)
- Agromyzides Sveciae. Berling, Lundae [= Lund]. 10 p. (1823)
- Hydromyzides Sveciae. Berling, Lundae [=Lund]. 12 p. (1823)
- Geomyzides Sveciae. Berling, Lundae [= Lund]. 8 p. (1823)
- Monographia Dolichopodum Sveciae. Berling, Lundae [= Lund]. 24 p. (1823)
- Phytomyzides et Ochtidiae Sveciae. Berling, Lundae [= Lund]. 10 p. (1823)
- Monographia Muscidum Sveciae. Part IX & ultima. Berling, Lundae [= Lund]. P. 81–94. (18 June) (1825)
- Hemiptera Svesiae. Cimicides eorumquea familiae affines.  Londini Gothorum. Ex Officina Berlingiana: 1–187. (1829)

| Fallén è l'abbreviazione standard utilizzata per le specie animali descritte da Carl Fredrik Fallén. Categoria:Taxa classificati da Carl Fredrik Fallén |

## Opere musicali
- Imiterad kontradans i F-dur för piano.[1]
- Kadrilj i D-dur för flöjt och basso continuo.[1]